# Beorhtric
Beorhtric (mất năm 802), cũng viết là Brihtric; có nghĩa là "Người cai trị vĩ đại" là vua của Wessex từ năm 786 đến năm 802, kế vị Cynewulf, nhưng vợ và cha vợ của ông có hầu hết quyền lực. Triều đại của Beorhtric chứng kiến lần đầu tiên người Viking đổ bộ lên bờ biển nước Anh.
Beorhtric là hậu duệ của Cerdic, quân chủ khai quốc của Wessex, nhưng danh tính cha mẹ của ông không được ghi nhận trong sử sách. Hoặc với sự giúp đỡ của đồng minh thân cận Offa, vua của Mercia hoặc nhanh chóng chịu ảnh hưởng từ Offa, Beorhtric trở thành vua của Wessex vào năm 786. Sau khi Offa qua đời năm 796, ảnh hưởng của Mercia lên nước Anh suy giảm và Beorhtric có thể đã độc lập nhiều hơn trong giai đoạn này. Sau năm 799, mối quan hệ của Beorhtric với người Mercia dường như tương tự như tình hình trước cái chết của Offa.
Trong những năm sau đó, Asser, một học giả tại triều đình của Alfred Đại đế, đã ghi lại câu chuyện rằng Beorhtric đã chết vì vô tình bị vợ của mình là Eadburh đầu độc. Tuy nhiên, nguồn gốc của câu chuyện này vẫn còn gây tranh cãi. Beorhtric được kế vị bởi Ecgberht, người được gọi lại từ thời lưu đày.

## Thời trẻ
Danh tính cha mẹ ông không được biết đến nhưng Anglo-Saxon Chronicle (dịch Biên niên sử Anglo-Saxon) ghi chép lại rằng ông là hậu duệ của Cerdic, quân chủ khai quốc của Wessex. Ông thuộc một nhóm năm vị vua Wessex (bao gồm Æthelheard, Cuthred, Sigeberht và Cynewulf) trong thời kỳ 726 – 802, những người bị hoài nghi về thân thế.
Năm 786, vua Wessex là Cynewulf bị Cyneheard, anh trai của cựu vương Sigeberht, sát hại. Cyneheard qua đời không lâu sau đó.

## Trị vì

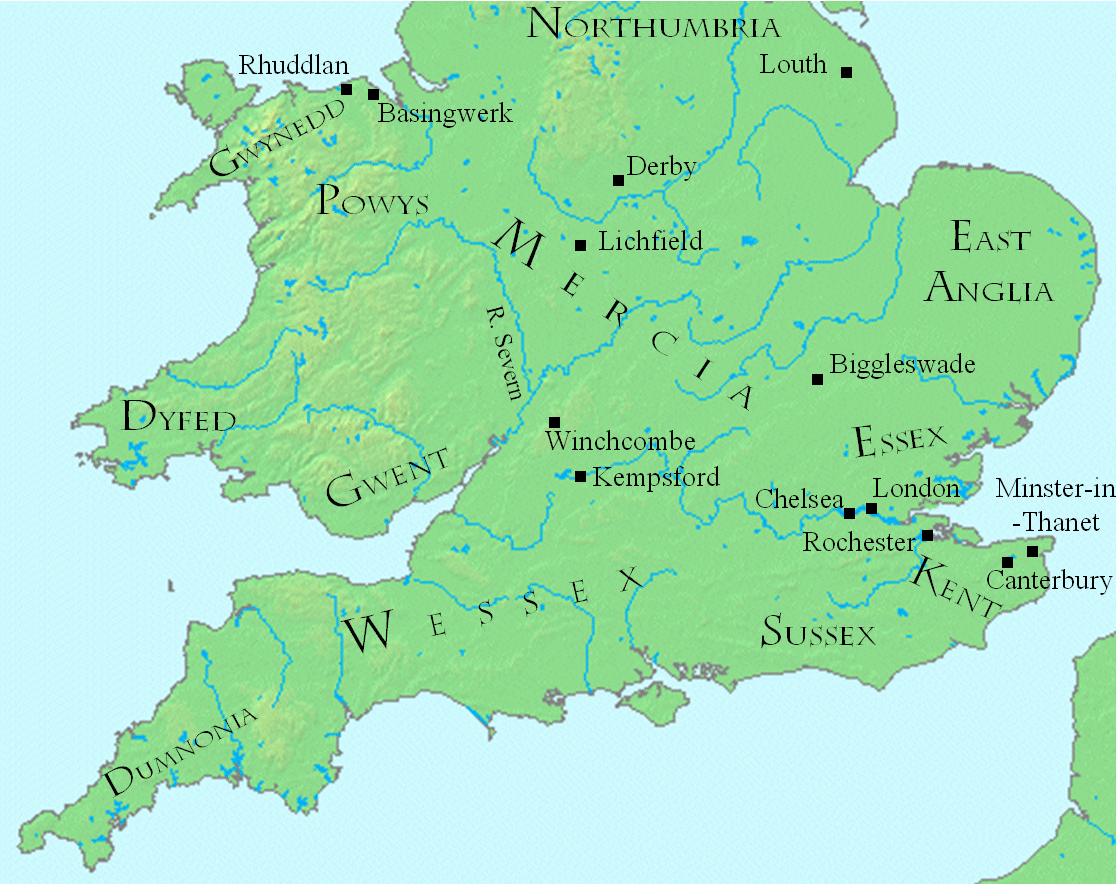
Những vương quốc của người Anglo-Saxon (bao gồm Wessex và Mercia) vào thời Beorhtric

### Lên ngôi vua
Hoặc với sự giúp đỡ của đồng minh thân cận Offa, vua của Mercia hoặc nhanh chóng chịu ảnh hưởng của Offa, Beorhtric trở thành vua của Wessex vào năm 786, nhưng ông vẫn phải tranh giành ngai vàng với Ecgberht, người bị Beorhtric và Offa lưu đày. Theo Anglo-Saxon Chronicle, triều đại của Beorhtric kéo dài 16 năm.

### Thời kỳ đầu trị vì

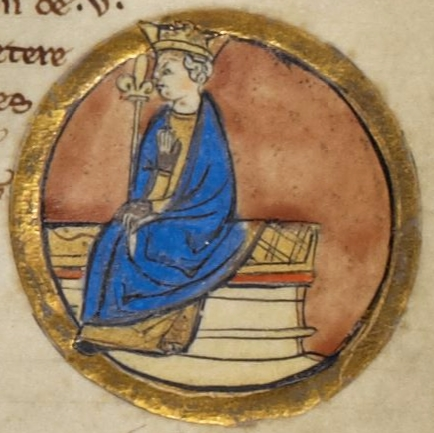
Tranh vẽ vua Beorhtric vào thế kỷ 13

Năm 787, Beorhtric đồng tổ chức Công nghị Chelsea với Offa, và vào năm 789, ông kết hôn với Eadburh, một trong những người con gái của Offa.
Cũng trong năm 789, trong triều đại của Beorhtric đã có ghi chép về các cuộc đột kích đầu tiên của người Viking ở Anh. Người Viking đổ bộ lên bờ biển Dorset gần đảo Portland và giết chết quận trưởng Beaduheard, khi ông này tưởng rằng họ chỉ đến để buôn bán. Bốn năm sau, người Viking tiếp tục tấn công hòn đảo Lindisfarne.

### Thời kỳ cuối trị vì
Sau khi Offa qua đời vào năm 796, ảnh hưởng của Mercia đối với nước Anh suy yếu và Beorhtric có thể đã độc lập nhiều hơn trong giai đoạn này. Hai đồng tiền Tây Saxon duy nhất còn tồn tại từ triều đại của Beorhtric được sản xuất vào thời điểm này, cho thấy rằng ông đã cho đúc một loại tiền mới. Một trong những đồng tiền đã được tìm thấy vào năm 1854, hai dặm bên ngoài Andover. Trong vài năm, người kế nhiệm của Offa, Coenwulf, đã khôi phục vị trí của Mercia. Sau năm 799, mối quan hệ của Beorhtric với người Mercia dường như tương tự như tình hình trước cái chết của Offa.

### Qua đời

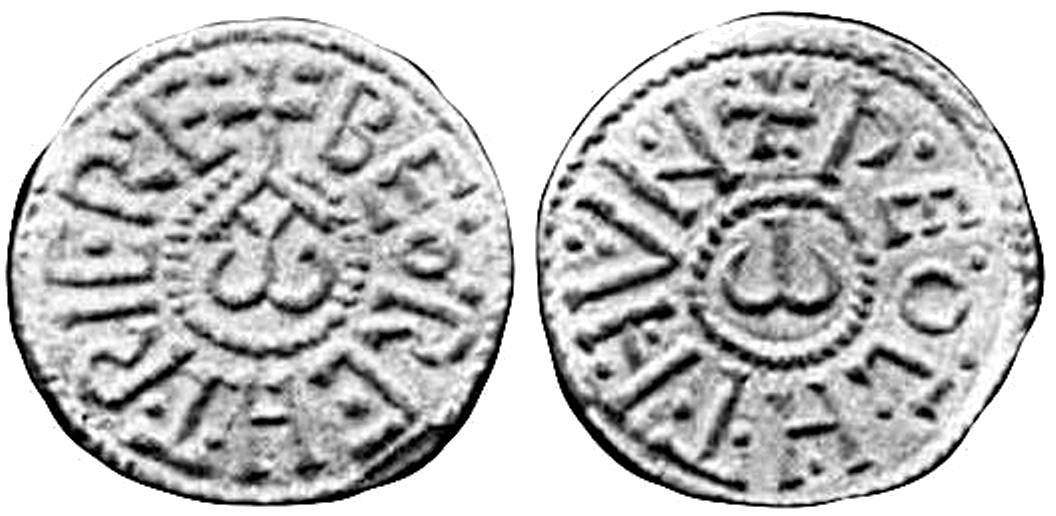
Đồng xu của Beorhtric, nhiều khả năng được đúc ở Winchester khoảng năm 795.

Trong những năm sau đó, Asser, một học giả tại triều đình của Alfred Đại đế, đã ghi lại câu chuyện rằng Beorhtric đã chết vì vô tình bị vợ của mình, Eadburh đầu độc. Bà ta trốn đến một nữ tu viện ở Francia, rồi bị đuổi sau khi bị phát hiện đi cùng một người đàn ông. Nguồn gốc câu chuyện vẫn còn gây tranh cãi. Theo Anglo-Saxon Chronicle, Beorhtric đã được chôn cất tại Wareham vào năm 802, có thể tại nhà thờ Lady St. Mary. Beorhtric được kế vị bởi Ecgberht, người vừa trở lại sau khi chịu cảnh lưu đày.